# Jabalisaurus
Jabalisaurus meztli  is een lid van de Ichthyosauria dat tijdens de late Jura leefde in het gebied van het huidige Mexico.

## Naamgeving
In 1999 en 2004 borg José López Espinoza met een team van commerciële fossielenjagers in de Lagerstätte van Sierra El Jabalí, Coahuila, twee delen van een skelet van een ichthyosauriër. Het eerste deel werd geprepareerd en tentoongesteld in het Museo del Desierto (MUDE). Het tweede deel, de snuit, werd door hem persoonlijk geprepareerd, gebruikmakend van de faciliteiten van het Staatliches Museum für Naturkunde Karlsruhe. De botten werden vrijgelegd via een zuurbad. 
In 2010 werd het geïdentificeerd als een Ophthalmosaurus cf. icenicus. In deze tijd werd het in toenemende mate duidelijk dat het geslacht Ophthalmosaurus overbelast was. De Mexicaanse vondst werd onderkend een eigen soort te vertegenwoordigen waarvoor men meteen een nieuw geslacht benoemde.
In 2021 werd de typesoort Jabalisaurus meztli benoemd en beschreven door Jair Israel Barrientos-Lara en Jesús Alvarado-Ortega. De geslachtsnaam is afgeleid van het Spaans jabalí, "everzwijn", als verwijzing naar de Sierra el Jabalí. De soortaanduiding is het Náhuatl meztli, "maan". Meztli is ook de maangodin. Dit verwijst naar de sikkelvorm van het postorbitale in de schedel. De soortnaam als geheel moet volgens de beschrijvers gelezen worden als "het reptiel van Jabalí met de halve maan".
Het holotype, CPC 238 (eerder CEP 1876), is gevonden in een laag van de La Casita-formatie die dateert uit het late Kimmeridgien. Het bestaat uit een gedeeltelijk skelet met schedel. Het omvat mede de onderkaken, de zes voorste halswervels, ribben, de borstgordel en de rechtervoorvin. Het betreft een volwassen individu.

## Beschrijving
De onderkaak is vijfenzeventig centimeter lang. Dat wijst op een lichaamslengte van ruwweg drie à vier meter.
De beschrijvers stelden enkele onderscheidende kenmerken vast. Vier daarvan zijn autapomorfieën, unieke afgeleide eigenschappen. Het achterste uiteinde van de traanbeenderen scheidt zowel beide neusbeenderen als beide prefrontalia. Er is een groot raakvlak tussen de neusbeenderen en de traanbeenderen. De voorhoofdsbeenderen zijn in het midden verlengd met een achterste buitenste verbreding die een L-vorm oplevert. Het postorbitale is halvemaanvormig, groot, hoger dan breed en meer dan twee derden van de schedel achter de oogkassen beslaand.
Daarnaast is er een uniek combinatie van acht op zich niet unieke kenmerken. De oogkas is groot, 24% van de schedellengte beslaand. Het gedeelte van de schedel achter de oogkas is breed ten opzichte van de schedellengte. De snuit is slank met een hoogte die gelijk is aan 44% van de kaaklengte. Het neusbeen heeft een kleine neergaande tak. Het prefrontale bereikt het neusgat niet. Het spleniale is langwerpig en beslaat meer dan de helft van de symfyse van de onderkaken. Het onderste uiteinde van het opperarmbeen heeft drie gewrichtsvlakken: met een extra voorste onderarm, het spaakbeen en de ellepijp. Alle kootjes zijn zeshoekig recht op de vin bekeken.
Het aantal tanen is onzeker. Die in de bovenkaken zijn kegelvormig en iets gekromd en hebben een lengte tot een halve centimeter.

## Fylogenie
Jabalisaurus is in de Ophthalmosaurinae geplaatst, in een vrij afgeleide positie als deel van de Leninia-Undorosaurus-groep en als zustersoort van Acamptonectes.